# بازدارنده‌های مستقیم ترومبین
بازدارنده‌های مستقیم ترومبین (به انگلیسی: Direct thrombin inhibitor) (DTIs) دسته‌ای از داروها هستند که با مهار مستقیم آنزیم ترومبین (عامل IIa) به عنوان ضد انعقاد (به تأخیر انداختن لخته شدن خون) عمل می‌کنند. برخی در حال استفاده بالینی هستند، در حالی که برخی دیگر در حال توسعه بالینی هستند. انتظار می‌رود چندین عضو این کلاس جایگزین هپارین (و مشتقات) و وارفارین در سناریوهای بالینی مختلف شوند.

## انواع
سه نوع DTI وجود دارد که بستگی به تعامل آنها با مولکول ترومبین دارد. DTIهای دو ظرفیتی (هیرودین و آنالوگها) هم به سایت فعال و هم به اگزوزیت ۱ متصل می‌شوند، در حالی که DTIهای یک ظرفیتی فقط به سایت فعال متصل می‌شوند. سومین دسته از مهارکننده‌ها که اخیراً اهمیت پیدا کرده‌اند، مهارکننده‌های آلوستریک هستند.
- دو ظرفیتی: هیرودین - بیوالی‌رودین (مهار گذرا - توسط ترومبین جدا می‌شود) - لپی‌رودین - دزی‌رودین
- تک ظرفیتی: آرگاتروبان - اینوگاتران - ملاگاتران (و پیش داروی آن زیملاگاتران) - دابیگاتران

## کاربرد
DTIهای دو ظرفیتی در شرایطی که هپارین نشان داده می‌شود مانند سندرم حاد کرونری ("آنژین ناپایدار") استفاده محدودی دارند، اما نمی‌توان از آنها استفاده کرد. از آنجایی که آنها از طریق تزریق (داخل وریدی، عضلانی یا زیر جلدی) تجویز می‌شوند، برای درمان طولانی مدت کمتر مناسب هستند.
آرگاتروبان (و همچنین هیرودین‌ها) برای ترومبوسیتوپنی ناشی از هپارین، یک عارضه نسبتاً نادر و در عین حال جدی درمان هپارین که نیاز به ضد انعقاد دارد (زیرا خطر ترومبوز شریانی و وریدی را افزایش می‌دهد) استفاده می‌شود، اما نه با عامل ایجاد کننده، هپارین.
زیملاگاتران در مقایسه با وارفارین در چندین کارآزمایی در پیشگیری و درمان ترومبوز ورید عمقی و به عنوان ترومبوپروفیلاکسی در فیبریلاسیون دهلیزی کارایی خوبی نشان داد. با این حال، توسعه توسط سازنده آسترازنکا به دلیل گزارش‌هایی مبنی بر اختلالات آنزیم‌های کبدی و نارسایی کبد متوقف شد.
دابیگاتران یک مهارکننده مستقیم ترومبین خوراکی است. طبق کارآزمایی RE-LY مشخص شد که دابیگاتران (پراداکسا) در پیشگیری از سکته مغزی ایسکمیک و همچنین خطر خونریزی داخل جمجمه ای و مرگ و میر کلی برای فیبریلاسیون دهلیزی غیر دریچه ای نسبت به وارفارین پایین‌تر نیست.